# 青岛体育中心国信体育场
36°06′12″N 120°26′26″E / 36.103313°N 120.440476°E
青岛体育中心国信体育场，旧称颐中体育场，是一座位于中国山东省青岛市崂山区的体育场，目前为青岛黄海足球俱乐部的主场。体育场1999年竣工，2008年由青岛国信发展集团接手改造，并改为现名。

## 简介
国信体育场旧称颐中体育场，由颐中烟草公司投资兴建，1996年破土动工，1999年竣工，曾作为青岛颐中海牛（今青岛中能）的主场。2006年，由于项目存在未经过竣工验收等安全问题，颐中体育场被弃用闲置。2008年7月，国信集团接手颐中体育场；2013年10月15日，体育场维修改造工程通过验收。